# Gare de Cortenbergh
La gare de Cortenbergh (en néerlandais : station Kortenberg) est une gare ferroviaire belge de la ligne 36, de Bruxelles-Nord à Liège-Guillemins, située sur le territoire de la commune de Cortenbergh, dans la province du Brabant flamand en Région flamande.
Elle est mise en service en 1866 par les Chemins de fer de l'État belge. Le bâtiment d'origine est détruit dans les années 2000 et un nouvel édifice en verre est ouvert en 2010. Les guichets sont fermés en 2013. C'est une halte voyageurs de la Société nationale des chemins de fer belges (SNCB), desservie par des trains Suburbains (S).

## Situation ferroviaire
Établie à 44 mètres d'altitude, la gare de Kortenberg est située au point kilométrique (PK) 14,735 de la ligne 36, de Bruxelles-Nord à Liège-Guillemins, entre les gares de Nossegem et d'Erps-Kwerps.

## Histoire

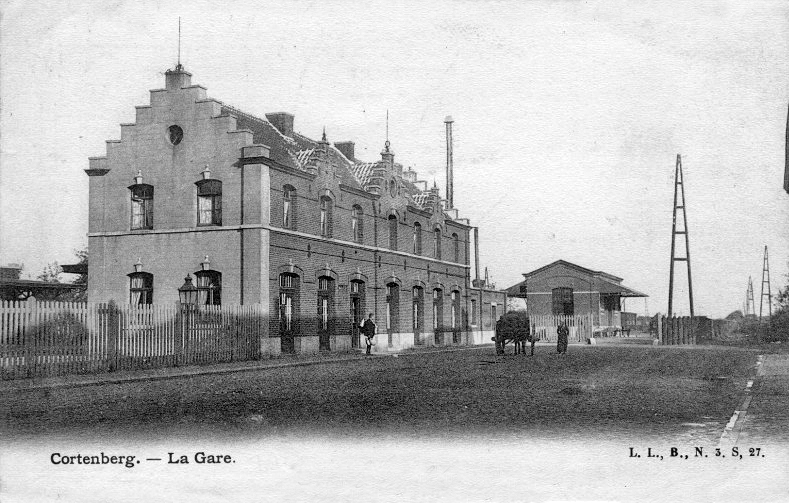
La gare vers 1900.

La construction d'un chemin de fer direct de Bruxelles à Louvain, réclamée de longue date afin de mettre fin au détour par Malines, fait l'objet de la loi du 14 avril 1862 et sa construction est est adjugée en décembre 1864. Mi-1865, la construction du bâtiment de la gare de Velthem est entamée mais non-encore terminée contrairement à ceux de Diegem et Zaventem. 
La station de « Cortenbergh », de 5e classe, est mise en service le 17 décembre 1866 par les Chemins de fer de l’État belge, lorsqu'ils ouvrent l'exploitation du service des marchandises sur la section à deux voies de Bruxelles-Nord à Louvain. Le service des voyageurs n'est ouvert que le 13 janvier 1867. 
Comme les gares de Diegem, Zaventem et Veltem, mises en service simultanément, elle est dotée d'un grand bâtiment des recettes standard à pignons à gradins, doté de sept travées. Elle dispose également d'un abri à voyageurs et d'une halle à marchandises lesquels ont été adjugés en même temps que ceux des trois autres stations de la ligne le 7 février 1866 à l'hôtel du gouvernement provincial, rue du Chêne. Le bâtiment des recettes a été adjugé séparément.
La graphie du nom est modifiée officiellement le 2 janvier 1938, « Cortenbergh ou Cortenberg » devient « Kortenberg ».
En 1989, elle devient une simple halte ; l'ancien bâtiment de la gare a par la suite été démoli.
Après le réaménagement de l'infrastructure du fait du passage de la ligne à quatre voies, la réalisation d'un nouveau bâtiment en verre, les aménagements des entrées et des quais avec notamment l'installation d'auvents et d'abris, dus à Eurostation (cabinet d'architecture d'Infrabel), sont effectués entre 2008 et 2010.
Les guichets situés dans le nouveau bâtiment tout en verre sont fermés, sans doute, le 5 juillet 2013 comme ceux de la gare de Zaventem.

## Service des voyageurs

### Accueil
Halte SNCB, c'est un point d'arrêt non géré (PANG) à accès libre, équipée d'une salle d'attente, d'un automate pour l'achat de titres de transport et d'un panneau d'information à l'entrée de la salle d'attente. Les quais surélevés sont équipés d'abris. La traversée des voies et le passage d'un quai à l'autre s'effectuent par des souterrains situés à chaque extrémités des quais.

### Desserte
Kortenberg est desservie par des trains Suburbains (S) de la relation S2 Braine-le-Comte (ou Bruxelles-Midi) - Louvain,.
En semaine, les week-ends et jours fériés, la gare est desservie dans chaque sens par deux trains S2 par heure. Des trains de la ligne S9 du RER bruxellois (Nivelles - Louvain - Landen) via Evere, Schuman et Etterbeek) se rajoutent, une fois par heure, uniquement en semaine.

Installations
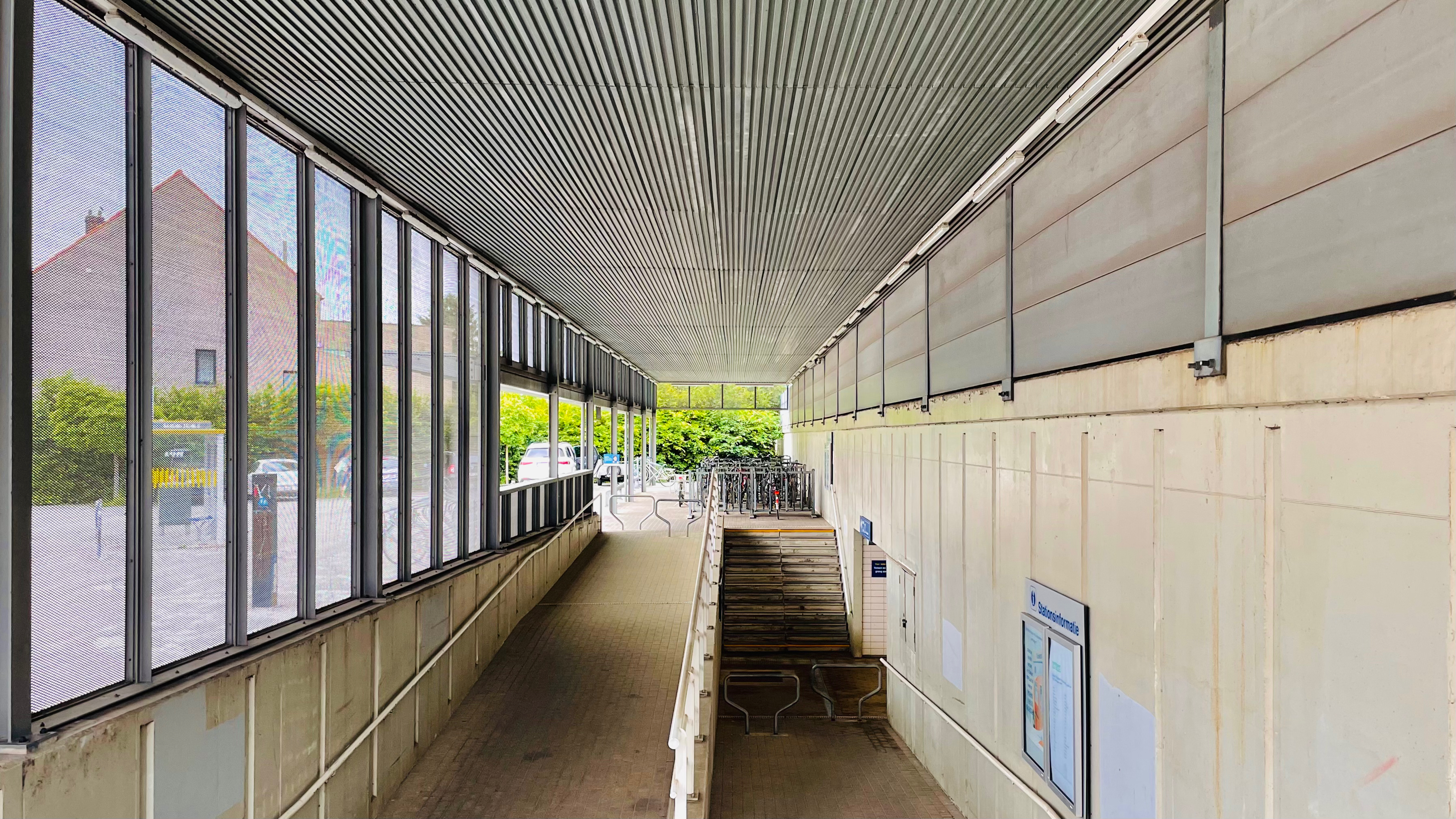
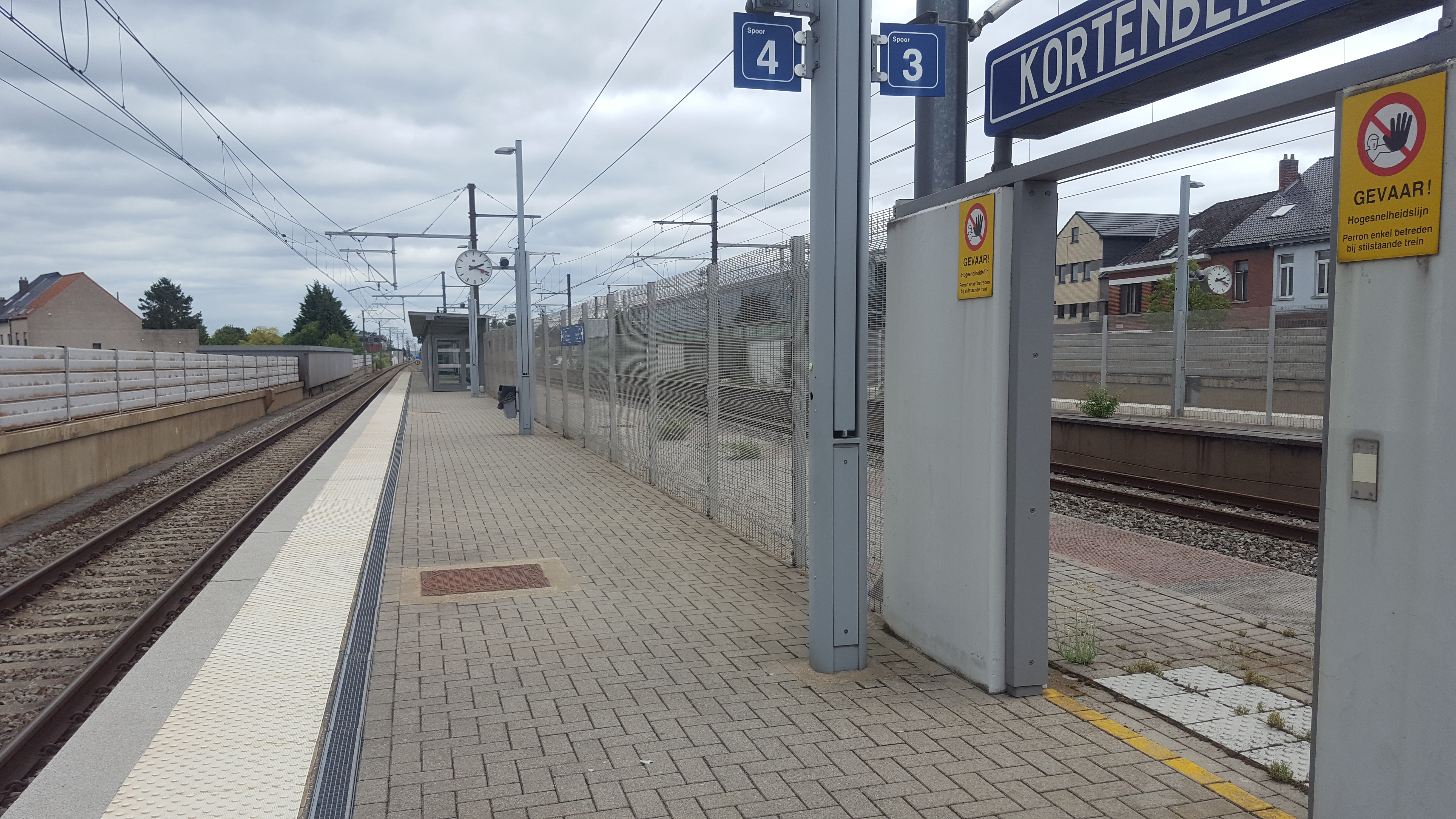
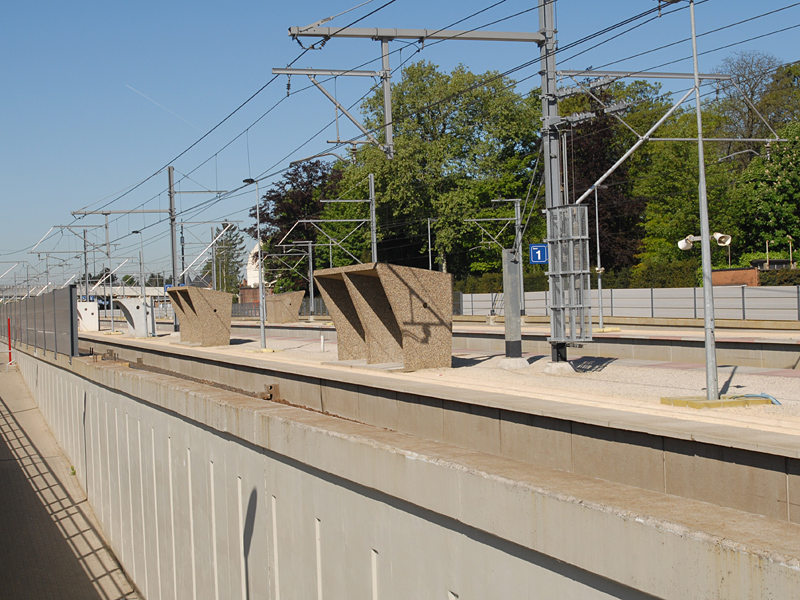

### Intermodalité
Un parc pour les vélos (gratuit) et un parking pour les véhicules (gratuit) y sont aménagés.

## Comptage voyageurs
Ce graphique et tableau montre le nombre de voyageurs embarquant en moyenne durant la semaine, le samedi et le dimanche.
| Nombre de passagers qui embarquent à la gare de Cortenbergh | Nombre de passagers qui embarquent à la gare de Cortenbergh | Nombre de passagers qui embarquent à la gare de Cortenbergh | Nombre de passagers qui embarquent à la gare de Cortenbergh |
|                                                             | Semaine                                                     | Samedi                                                      | Dimanche                                                    |
| ----------------------------------------------------------- | ----------------------------------------------------------- | ----------------------------------------------------------- | ----------------------------------------------------------- |
| 1977                                                        | 684                                                         | 100                                                         | 83                                                          |
| 1978                                                        | 718                                                         | 120                                                         | 102                                                         |
| 1979                                                        | 669                                                         | 111                                                         | 90                                                          |
| 1980                                                        | 692                                                         | 118                                                         | 114                                                         |
| 1981                                                        | 649                                                         | 138                                                         | 108                                                         |
| 1982                                                        | 684                                                         | 125                                                         | 107                                                         |
| 1983                                                        | 594                                                         | 126                                                         | 95                                                          |
| 1984                                                        | 487                                                         | 127                                                         | 83                                                          |
| 1985                                                        | 563                                                         | 157                                                         | 179                                                         |
| 1986                                                        | 488                                                         | 115                                                         | 101                                                         |
| 1987                                                        | 521                                                         | 139                                                         | 151                                                         |
| 1988                                                        | 558                                                         | 127                                                         | 99                                                          |
| 1989                                                        | 472                                                         | 137                                                         | 106                                                         |
| 1990                                                        | 485                                                         | 128                                                         | 104                                                         |
| 1991                                                        | 480                                                         | 116                                                         | 99                                                          |
| 1992                                                        | 501                                                         | 133                                                         | 106                                                         |
| 1993                                                        | 546                                                         | 128                                                         | 101                                                         |
| 1994                                                        | 557                                                         | 84                                                          | 58                                                          |
| 1995                                                        | 495                                                         | 106                                                         | 73                                                          |
| 1996                                                        | 468                                                         | 100                                                         | 69                                                          |
| 1997                                                        | 444                                                         | 124                                                         | 83                                                          |
| 1998                                                        | 454                                                         | 82                                                          | 66                                                          |
| 1999                                                        | 402                                                         | 78                                                          | 52                                                          |
| 2000                                                        | 356                                                         | 74                                                          | 72                                                          |
| 2001                                                        | 414                                                         | 72                                                          | 56                                                          |
| 2002                                                        | 333                                                         | 54                                                          | 43                                                          |
| 2003                                                        | 332                                                         | 66                                                          | 46                                                          |
| 2004                                                        | 311                                                         | 62                                                          | 54                                                          |
| 2005                                                        | 343                                                         | 54                                                          | 74                                                          |
| 2006                                                        | 344                                                         | 68                                                          | 52                                                          |
| 2007                                                        | 491                                                         | 90                                                          | 108                                                         |
| 2008                                                        | -                                                           | -                                                           | -                                                           |
| 2009                                                        | 542                                                         | 79                                                          | 85                                                          |
| 2010                                                        | -                                                           | -                                                           | -                                                           |
| 2011                                                        | -                                                           | -                                                           | -                                                           |
| 2012                                                        | 596                                                         | 89                                                          | 98                                                          |
| 2013                                                        | 590                                                         | 138                                                         | 81                                                          |
| 2014                                                        | 674                                                         | 107                                                         | 83                                                          |
| 2015                                                        | 559                                                         | 126                                                         | 132                                                         |
| 2016                                                        | 694                                                         | 110                                                         | 85                                                          |
| 2017                                                        | 636                                                         | 118                                                         | 69                                                          |
| 2018                                                        | 752                                                         | 170                                                         | 174                                                         |
| 2019                                                        | 751                                                         | 170                                                         | 122                                                         |
| 2020                                                        | 406                                                         | 201                                                         | 127                                                         |
| 2021                                                        | -                                                           | -                                                           | -                                                           |
| 2022                                                        | 844                                                         | 245                                                         | 185                                                         |
| 2023                                                        | 819                                                         | 288                                                         | 163                                                         |
| 2024                                                        | 889                                                         | 318                                                         | 179                                                         |